# Novembre 1918

## Événements
- Fondation du Parti communiste néerlandais (Communistische Partij Nederland - CPN).
- Occupation de Fiume par les troupes italiennes et un contingent français
- Création du parti populaire (DVP) et du parti national allemand (DNVP) fin novembre.

- 1er novembre : les principaux dirigeants de l'Empire ottoman (Jamal Pacha, Talaat Pacha, Enver Pacha) s'enfuient en Allemagne. Le CUP s'autodissout et laisse les responsabilités politiques à l'Entente libérale.

- 3 novembre : l'Autriche-Hongrie signe l'armistice de Villa Giusti en Italie.

- 4 novembre : 
  - Mossoul est occupée par les Britanniques en dépit de l'accord Sykes-Picot.
  - Fondation du parti communiste hongrois dirigé par le journaliste proche de Lénine, Béla Kun.

- 5 novembre : aux États-Unis, le Parti républicain remporte les élections législatives et s'empare des deux Chambres.

- 7 novembre : 
  - La Grande-Bretagne obtient de la France qu'elle signe une déclaration commune affirmant que le but des Alliés en Orient est « l'établissement de gouvernements et d'administrations indigènes » que les populations arabes « se seront librement données ».
  - Allemagne : Kurt Eisner prend la tête d'un conseil d'ouvriers et de soldats à Munich et tente de fonder une Confédération des États du Sud.
  - Une délégation conduite par Mihály Károlyi est reçue à Belgrade par Franchet d'Espeyrey pour signer un armistice sur le front balkanique.

- 9 novembre : révolution en Allemagne, abdication du Kaiser Guillaume II face à des insurrections qui enflamment le pays. Le social-démocrate Friedrich Ebert forme le nouveau gouvernement. Fin de l'Empire allemand, proclamation de la république.

- 10 novembre : 
  - Profitant de la victoire des Alliés, le Royaume de Roumanie entre à nouveau en guerre et réoccupe la Transylvanie.
  - L'empereur Guillaume II s'enfuit aux Pays-Bas.

- 11 novembre : 
  - Signature de l'Armistice à Rethondes entre l'Allemagne et les Alliés, marquant la fin de la Première Guerre mondiale.
  - Retour de la Lorraine allemande et de l'Alsace à la France (fin le 22 novembre).
  - Nomination de Józef Piłsudski comme chef d'armée de Pologne.
  - L'indépendance de l'Estonie est à nouveau proclamée après la capitulation des Allemands;
  - au cours de la Première Guerre mondiale, l'Allemagne construisit 38 000 avions, la Grande-Bretagne 55 100 et la France 51 700 dont la moitié pour la seule année 1918. À la fin du conflit, l'armée américaine qui ne comptait aucun appareil opérationnel 24 mois plus tôt, compte 2 107 avions. Du côté des pilotes, les « as » de la Grande Guerre les plus fameux furent l'Allemand Manfred von Richthofen (80 victoires homologuées), le Français René Fonck (75 victoires homologuées) et le Canadien Billy Bishop (72 victoires homologuées). Si le « Baron Rouge » trouve la mort au cours du conflit, Fonck et Bishop lui survivent;
  - démonstration de virtuosité des pilotes chinois au-dessus de Pékin à l'occasion de cette journée de la paix. Ils passent au ras des bâtiments et de la foule.

- 12 novembre : Charles Ier d'Autriche renonce au pouvoir sans abdiquer. Proclamation de la république allemande d'Autriche. Le droit de vote est accordé aux femmes en Autriche.

- 12 novembre - 14 novembre : grève générale en Suisse, 250 000 ouvriers se mettent en grève, le Conseil fédéral répond par la force en envoyant l'armée.

- 13 novembre : 
  - les forces alliées occupent Constantinople.
  - Égypte : les nationalistes, dirigés par Saad Zaghlul forment une délégation (en arabe, Wafd) qui rencontre le haut-commissaire britannique en Égypte, sir Reginald Wingate, qui refuse d'entendre leurs revendications et affirme que la Grande-Bretagne doit maintenir sa souveraineté sur le pays. De toute l'Égypte, des mandats de soutien populaires sont envoyés au Wafd, lui conférant une véritable audience nationale. Le Wafd tente de rejoindre Londres pour discuter avec le gouvernement britannique du statut futur de l'Égypte, mais les autorités du Caire empêchent ce départ.
  - L'armistice de Belgrade signée par le général Louis Franchet d'Espérey avec le gouvernement de Mihály Károlyi fixe la ligne de démarcation entre Hongrois et Roumains en Transylvanie. Le Banat est occupé par la Serbie.
  - Union du Monténégro et de la Serbie après la déposition du roi Nicolas Ier de Monténégro.
  - Allemagne : Fondation du Stahlhelm (casque d'acier) par F. Sedte, recrutant les anciens combattants allemands déçus par la défaite.
  - Russie : dénonciation par le conseil des commissaires du peuple du traité de Berlin.

- 14 novembre : en Pologne, Józef Piłsudski obtient les pleins pouvoirs du Conseil de régence.

- 16 novembre :
  - Proclamation de la République démocratique hongroise, indépendante de l'Autriche-Hongrie. Le gouvernement Károlyi prend des mesures radicales pour démocratiser le pays et alléger la condition ouvrière et paysanne.
  - Suffrage universel en Roumanie.

- 18 novembre : 
  - déclaration d'indépendance de la Lettonie. Les troupes bolchéviques s'emparent de Rīga et remplacent le gouvernement letton modéré par un régime prosoviétique. Guerre civile (1918-1920).
  - à Omsk, en Sibérie, l'amiral Alexandre Koltchak est élu Régent de Russie et chef suprême des armées blanches.
- 23 novembre, Canada : Louis Henry Davies est nommé juge en chef à la Cour suprême.

- 28 novembre : les troupes anglo-françaises du Levant, renforcées de trois bataillons arméniens, débarquent à Alexandrette, dans le but de créer en Cilicie un foyer national arménien sous la protection de la France. Répondant à l'appel du haut-commissaire Georges-Picot, 150 000 Arméniens émigrés en Syrie et en Mésopotamie viennent s'installer dans la région.

- 29 novembre : proclamation du royaume des Serbes, des Croates, des Slovènes (future Yougoslavie).
  - À Zagreb, le dirigeant slovène Mgr Anton Korošec et le serbe Svetozar Pribićević forment un comité reconnu par tous les Slaves de la monarchie austro-hongroise. Sous la pression des Alliés (Clemenceau, Wilson), ils se rallient à la déclaration de Corfou. En octobre, les représentants des différents peuples sous souveraineté autrichienne et hongroise se réunissent à Zagreb, organisent un gouvernement provisoire et approuvent une résolution d'union avec la Serbie. Le 29 novembre, ils proclament la cessation des liens politiques avec l'Autriche.

- 30 novembre : acte d’Union. L'Islande devient un royaume indépendant du Danemark.

## Naissances
- 4 novembre : Art Carney, acteur et producteur américain († 9 novembre 2003).
- 9 novembre : Spiro Agnew, homme politique américain († 17 septembre 1996).
- 15 novembre : Victor Mukete, homme politique camerounais († 10 avril 2021).
- 17 novembre : 
  - Prosper Boulanger, homme d'affaires et homme politique fédéral provenant du Québec († 5 décembre 2002).
  - Ángeles Flórez Peón, infirmière, femme politique et écrivaine républicaine espagnole († 23 mai 2024).
- 19 novembre : Lloyd Crouse, lieutenant-gouverneur de la Nouvelle-Écosse († 28 avril 2007).
- 27 novembre : Jean Urkia, évêque catholique français, vicaire apostolique émérite de Paksé (Laos) († 21 décembre 2011).
- 30 novembre : Efrem Zimbalist II, acteur américain, († 2 mai 2014).

## Décès
- Arthur Cravan : écrivain et boxeur d'origine britannique, disparu dans le Pacifique (° 22 mai 1887).
- 3 novembre : Alexandre Liapounov, mathématicien russe (6 juin 1857).
- 9 novembre : Guillaume Apollinaire, poète français (26 août 1880).
- 11 novembre : George Lawrence Price, dernier soldat à perdre la vie durant la première guerre (° 15 décembre 1892).